# Chrostkowo
Chrostkowo est une gmina rurale du powiat de Lipno, Couïavie-Poméranie, dans le centre-nord de la Pologne. Son siège est le village de Chrostkowo, qui se situe environ 13 km au nord-est de Lipno et 44 km à l'est de Toruń.
La gmina couvre une superficie de 74,08 km2 pour une population de 3 110 habitants.

## Géographie
La gmina est bordée par les gminy de Brzyska, Chorkówka, Dębowiec, Dukla, Krempna, Osiek Jasielski et Tarnowiec.